# Valeriana longiflora
Valeriana longiflora es una especie botánica perteneciente a la antigua familia Valerianaceae, ahora subfamilia Valerianoideae.

## Descripción
Hierba perenne, multicaule, densamente cespitosa, no estolonífera, con rizoma grueso y ± lignificado, muy ramificado, con ramas ascendentes, unas terminadas en rosetas de hojas y con abundantes restos peciolares en las partes viejas, y otras en tallos floríferos. Los tallos de hasta de 8 (15) cm, erectos, o ascendentes, generalmente simples, afilos o foliosos, glabros, superando o no las hojas de las rosetas. Hojas pecioladas o no, crasiúsculas, glabras; las de las rosetas basales con pecíolo y limbo de 3-10 × 3-10 mm, ovado, ovadolanceolado, anchamente elíptico o suborbicular, entero; las caulinares, cuando hay, con pecíolo de (8)15-45(55) mm y limbo oblongo o ± rómbico, entero. La inflorescencia laxa, pauciflora, con brácteas ± semejantes a las hojas y bractéolas lineares, enteras, de márgenes glandulosos. Flores hermafroditas. Corola rosada o de un blanco rosado, glabra en el exterior; tubo con giba de 0,1-0,15 mm, glabro o peloso en su interior. El fruto es un aquenio  ovado-oblongo, glabro –rara vez peloso cuando inmaduro–, de sección ± elíptica, con costillas laterales de la cara posterior paralelas a la costilla central –solo ligeramente arqueadas hacia la base– y muy aproximadas a ella. Vilano con 6-12 setas incurvas, fuertemente adnatas en una estructura cupuliforme apical de 0,3-0,8 mm, persistente.

## Distribución y hábitat
Se encuentra en fisuras, en roquedos extraplomados, calcáreos, frecuentemente ± nitrificados; a una altitud de 300-2000 (2300) metros en los Pirineos españoles y Rioja Baja.

## Taxonomía
Valeriana longiflora fue descrita por Heinrich Moritz Willkomm y publicado en Flora 34: 733, en el año 1851.
Etimología
Valeriana: nombre genérico derivado del latín medieval ya sea en referencia a los nombres de Valerio (que era un nombre bastante común en Roma, Publio Valerio Publícola es el nombre de un cónsul en los primeros años de la República), o a la provincia de Valeria, una provincia del imperio romano,  o con la palabra valere, "para estar sano y fuerte" de su uso en la medicina popular para el tratamiento del nerviosismo y la histeria.
longiflora: epíteto latino que significa "con flores grandes".
Citología
El número de cromosomas es de: 2n = 32.
Sinonimia
- Valeriana exscapa Willk. ex Lange in Willk. & Lange
- Valeriana longiflora subsp. longiflora Willk.
- Valeriana longiflora subsp. paui (Cámara) P. Monts.
- Valeriana longiflora var. paui Cámara
- Valeriana lucronensis Pauref name = RJB/>

## Nombre común
- Castellano: valeriana[7]